# Чериковер, Лазарь Зиновьевич
Лазарь Зиновьевич Чериковер (21 июня [3 июля] 1895, Полтава — 25 декабря 1964, Москва) — советский архитектор. Известен как автор проекта стадиона «Динамо» и ряда значимых жилых и общественных зданий в Москве. Разработчик метода физиологического минимализма при проектировании интерьера жилища.
Стилевая направленность — конструктивист, постконструктивист, функционалист. Сторонник простоты, чистоты и ясности архитектурных форм.

## Творческая биография
Родился в Полтаве, в 1895 году. Учился в полтавской гимназии. В 1912 году поступил на архитектурное отделение Киевского Художественного Училища при Академии Художеств и в 1918 году окончил его по специальности «Архитекторский помощник и учитель рисования и черчения». Удостоен рекомендации для поступления в Академию Художеств. Вернувшись в Полтаву после окончания училища, работал помощником архитектора и инструктором Комитета по охране памятников искусства и старины в Украине.
В 1920 году Чериковер переехал в Москву и поступил на архитектурное отделение инженерно-строительного факультета Московского Высшего Технического училища (МВТУ). В 1927 году защитил с отличием дипломный проект по планировочной специальности. Будучи студентом МВТУ, работал в мастерской академика архитектуры А. В. Щусева, участвуя в строительстве здания Казанского вокзала в Москве. В 1925—1926 гг., работая в тресте «Техноткань», спроектировал посёлок для рабочих фабрики «Приводной ремень» в Домодедово Московской области.
В 1927 году В. Я. Лангман, руководитель архитектурной мастерской «Стройдомбюро», фактического подразделения Инженерно-Строительного Отдела ОГПУ-НКВД, пригласил Чериковера на работу. Так начался наиболее плодотворный период в профессиональной деятельности Чериковера как архитектора-проектировщика. Чериковер за десять с половиной лет работы в отделе спроектировал ряд значимых объектов (перечень осуществленных проектов см. ниже). Одновременно с проектной работой с 1935 года по 1937 год учился в институте повышения квалификации при Академии Архитектуры СССР (АА СССР) по курсам: история архитектуры и искусств, рисунок, акварель, офорт. В 1936 году Чериковер был награждён орденом «Знак Почета» за № 011316. Однако, в 1938 году без объяснения причин Чериковер был уволен, но не репрессирован.
В 1938 году Чериковер работал архитектором в Госздравпроекте. В 1939 году был принят на работу в АА СССР на должность старшего научного сотрудника. С этого момента начался новый период его профессиональной деятельности как архитектора-исследователя. В 1940 году он был назначен руководителем мастерской по экспериментальному проектированию внутреннего оборудования. До середины 1941 года занимался теоретическими и практическими вопросами интерьера и создания массовой мебели для жилья.
С началом Великой Отечественной войны, будучи сотрудником АА СССР, Чериковер принимал активное участие в организации маскировки объектов городской и промышленной инфраструктуры крупных городов СССР (Москва, Горький, Иваново-Вознесенск, Ярославль и Воронеж), а также работал в составе «Молотовской бригады» г. Молотов (Пенза). В 1946 году Чериковер был награжден медалью «За доблестный труд в Великой Отечественной войне».
В сентябре 1942 года, возвратившись в Москву, Чериковер приступил к работе в АА СССР в секторе внутреннего оборудования. В 1942 году решением президиума АА CCCP утверждён в учёном звании старшего научного сотрудника по специальности архитектура. (аттестат МСН № 000041). В 1943 году защитил кандидатскую диссертацию на тему «Массовая мебель для жилья — типы и габариты». С 1944 года — заместитель директора НИИ художественно-декоративных изделий и оборудования зданий при Академии Архитектуры СССР. С 1949 года — руководитель сектора в Институте жилища при Академии Архитектуры СССР, а с 1953 года — старший научный сотрудник по вопросам, связанным с проектированием мебели и интерьера малогабаритных квартир.
Под руководством Чериковера осуществлялся расчёт только и исключительно теоретически минимально допустимых эргономических параметров жилого пространства, необходимого советскому человеку. Результаты теоретических исследований были использованы в проектировании малогабаритных квартир для массового строительства в соответствии с решениями коммунистической партии и советского правительства. Минимально допустимое в теории было принято в качестве нормы на практике.
В 1957 году Чериковер вышел на пенсию.
Здания, спроектированные Чериковером в мастерской Лангмана, стали неотъемлемой частью истории советской архитектуры. Первоначальный облик многих из них утрачен и сохранился только на старых фотографиях. Чериковер неоднократно становился лауреатом архитектурных конкурсов и принимал участие в художественных выставках архитекторов.
В 1920-х годах жил в Москве по адресу: Пушечная улица, 13, кв. 1. С 1933 года Чериковер проживал в доме, построенном по его проекту (№ 3а по Большому Комсомольскому переулку). После смерти Чериковера в этом же доме до 1991 года продолжала проживать его семья..

## Семья
- Брат — Григорий Зиновьевич Гричер-Чериковер, режиссёр. Сестра — Эсфирь Зиновьевна Чериковер (1904—1978), архитектор[5].
- Жена — Зинаида Вольфовна Милявская (1902—1962), кандидат технических наук, возглавляла мастерские по реставрации декоративных тканей при Академии Архитектуры СССР.
  - Сын — Михаил Лазаревич Чериковер (1924—2002), архитектор.
- Братья отца — Илья Чериковер, историк; Элиэзер Чериковер, издатель.
- Двоюродный брат — Виктор Чериковер, филолог и историк-классик.

## Осуществлённые проекты
- Стадион «Динамо» в Петровском парке, 1-я очередь. Москва.1928 г.
- Комплекс «Болшевская трудовая коммуна», включающий ряд отдельных зданий. Московская область. 1930—1936 гг.
- Поликлиника НКВД. Варсонофьевский переулок, д. № 5. Москва. 1932 г.
- Стадион «Динамо» в Петровском парке, 2-я очередь. Москва. 1933 г.
- Зеленый театр на 20 000 мест. Москва. ЦПКиО им. М. Горького на Крымском Валу, 1933 г.
- Стадионы «Динамо» в городах: Харьков. 1933 г., Воронеж. 1934 г., Смоленск. 1934 г., Минск. 1935 г.
- Центральный музей В. И. Ленина в здании бывшей Московской Гор. Думы. Реконструкция и интерьеры. Художник Яков Дорофеевич Ромас. Москва, Пл. Революции, д. 2/3. 1935 г.
- Ведомственный жилой дом № 3а в Большом Комсомольском переулке (ныне Большой Златоустинский переулок). 1933—1935 гг.[6]
- Ведомственный жилой дом № 5 в Б. Комсомольском переулке (ныне Большой Златоустинский переулок) 1933—1935 гг.[6]
- Ведомственный жилой дом у Покровских ворот № 20/1, 1936 г.[6]
- Поликлиника в больнице на 100 коек в Болшево. 1934 г.
- Детский сад на 100 мест. Евпатория. 1935 г.
- Клуб с залом на 1000 мест. Москва. 1935 г.
- Реконструкция здания МК ВКПБ. Москва. 1935 г.
- Ведомственные жилые дома, в том числе жилой дом с магазином «Динамо» в первом этаже, на улице Горького, № 111 (ныне 1-я Тверская-Ямская, № 11) совместно с архитектором А. Е. Мезьер. Москва. 1938 −1939 гг.
- Под руководством Л. З. Чериковера начиналось проектирование Всесоюзного стадиона в Измайлово (1932 г.).
- Ряд осуществленных проектов мебели и интерьеров 1933—1957 гг

Причисление следующих объектов авторству Лазаря Зиновьевича Чериковера ошибочно:
- Ведомственный жилой дом по адресу Москва, Милютинский пер. 9, 1928 г. Автором проекта является архитектор В. Я. Лангман.
- Здание министерства среднего машиностроения СССР. РОСАТОМ. Бол. Ордынка, 24, Москва. 1957 г.;
- Комплекс зданий ВНИИРТ (НИИТФА). РОСАТОМ. Москва. Варшавское шоссе, 48. 1960—1970 гг.;
- Жилой дом со встроенным магазином. Москва, ул. Горького, 54 (ныне — 1-я Тверская-Ямская, 26). 1958 г.

Автором этих сооружений является сын Лазаря Зиновьевича, Михаил Лазаревич Чериковер.

## Публикации
Л. З. Чериковер — автор многочисленных статей и нескольких книг, посвящённых проектированию интерьера и мебели для жилых помещений.
Многочисленные статьи в профессиональной периодике «Строительство Москвы» за 1928—1936 гг. и «Архитектура СССР» за 1939—1941 гг. и др.
Отдельные издания:
- Типы и габариты мебели. АА СССР. М., 1944.
- Типы и габариты кухонного оборудования и планировка кухонь малометражных квартир. АА СССР. М., 1944.
- Размещение мебели и габариты жилых помещений малометражной квартиры. АА СССР. М., 1944.
- Мебель в современном жилище. Доклад на VII-й сессии Академии Архитектуры СССР. М., 1946.
- Бытовая мебель русского классицизма конца XVIII — начала XIX веков. Государственное Издательство Литературы по Строительству и Архитектуре. М., 1954.
- Беседы о домашнем хозяйстве. Ремонт и окраска помещений. Домашние инструменты. Молодая гвардия. М., 1959.

## Комментарии
1. ↑  Упоминание Лазаря Зиновьевича Чериковера в некоторых публикациях как Леонида Захаровича Чериковера является ошибкой
2. ↑  Чериковер никогда не состоял в коммунистической партии и, насколько это было возможным в условиях тоталитарного государства, избегал участия в общественных ритуалах, навязывавшихся советской властью.
3. ↑  Представление о том, что Чериковер проектировал так называемые «хрущевки» является заблуждением.